# NGC 3964
NGC 3964 é uma galáxia lenticular (S0) localizada na direção da constelação de Leo. Possui uma declinação de +28° 15' 46" e uma ascensão reta de 11 horas, 54 minutos e 53,4 segundos.
A galáxia NGC 3964 foi descoberta em 30 de Março de 1827 por John Herschel.